# Il cocco di mamma
Il cocco di mamma è un film del 1957 diretto da Mauro Morassi.

## Trama
Aldo, un impenitente dongiovanni,  s'innamora di Delia, una bella e brava ragazza, ma si mantiene fedele alla sua "linea" di corteggiare la prima che passa, Laura, che incidentalmente è pure la ragazza di Oscar ( Bud Spencer all'epoca ancora Carlo Pedersoli ma già pronto a menare le mani appena possibile). Il centro dell'azione è la palestra di pugilato “Intrepida”, visto che Aldo e i suoi amici si allenano lì sognando un futuro da professionisti. Ma al di là di Oscar, gli altri non ne sembrano troppo convinti; lo stesso Aldo ha troppa paura che qualcuno gli rovini il bel faccino, che giustamente Laura avrà modo di definire "il vero attrezzo del mestiere". È lui il cocco di mamma del titolo: sua madre lo vezzeggia, gli taglia le unghie, gli allunga i soldi non appena questi glielo chiede... Oggi lo chiamerebbero bamboccione; ma anche Vasco, non scherza: figlio di uno degli allenatori in palestra, è decisamente poco portato per il pugilato (suo il match forse più divertente), ma su di lui veglia papà. La storia prevede ciò che ci si aspetta: lui che riesce a conquistare lei, lei che lo vede con un'altra, che lo molla e via dicendo, con l'aggiunta del fratellino simpatico di lei in combutta con lui.

## Commento
Maurizio Arena replica il personaggio già portato sullo schermo in Poveri ma belli, pellicola molto in auge in quegli anni ed interpretata sempre da lui.